# Giro del Piemonte 1934
Il Giro del Piemonte 1934, venticinquesima edizione della corsa, si svolse il 6 maggio 1934 su un percorso di 304,5 km con partenza e arrivo a Torino. Fu vinto dall'italiano Learco Guerra, che completò il percorso in 8h55'34" precedendo i connazionali Giuseppe Martano e Domenico Piemontesi. Completarono la prova 32 ciclisti; di questi, sette furono declassati per traino da veicolo.
Terza delle sette prove del campionato italiano 1934, fu organizzato dal quotidiano La Gazzetta del Popolo.

## Percorso
Il percorso di gara aveva partenza e arrivo al Motovelodromo di Torino, sviluppandosi ad anello tra Canavese, Vercellese, Alessandrino, Astigiano e Monferrato su una distanza di 304,5 km, risultando però privo di importanti asperità altimetriche. Si transitò nell'ordine da Chivasso, Ivrea (km 57), Bollengo con la salita alla Serra d'Ivrea, Mongrando, Biella (km 85) e quindi in pianura da Vercelli (km 133), Casale, Alessandria (km 195) e Asti (km 230). A Canale (km 254) si affrontò la breve salita di Montà, e giunti a Chieri (km 290) l'ultima ascesa di giornata, a Pino Torinese, prima della discesa verso il traguardo al Motovelodromo.

## Ordine d'arrivo (Top 10)
| Pos. | Corridore           | Squadra      | Tempo    |
| ---- | ------------------- | ------------ | -------- |
| 1    | Learco Guerra       | Maino        | 8h55'34" |
| 2    | Giuseppe Martano    | Fréjus       | a 21"    |
| 3    | Domenico Piemontesi | Maino        | a 22"    |
| 4    | Giuseppe Olmo       | Bianchi      | s.t.     |
| 5    | Giovanni Cazzulani  | Gloria       | a 39"    |
| 6    | Aldo Canazza        | Gloria       | a 1'06"  |
| 7    | Adriano Vignoli     | Indipendente | a 1'24"  |
| 8    | Francesco Camusso   | Gloria       | s.t.     |
| 9    | Giuseppe Graglia    | Indipendente | s.t.     |
| 10   | Luigi Barral        | Bianchi      | s.t.     |